# Forteresse d'Arabat
La forteresse d'Arabat (en russe : Арабатская крепость; Arabatskaïa krepost) est la seule forteresse turco-tatare de Crimée située au bord de la mer d'Azov dans la partie orientale de la péninsule de Crimée.

## Géographie
La forteresse se trouve à deux kilomètres au nord-ouest du village de Kamenskoïe - avant 1945: Ak-Monaï (Ак-Монай) - dans le raïon de Lénine au bord de la baie d'Arabat.

## Description
La forteresse possède un plan à quatre côtés irréguliers et des remparts de trois mètres d'épaisseur, ainsi que deux tours (la tour principale et la tour maritime), cinq bastion et des douves profondes.

## Historique
La première mention écrite de la forteresse date de 1651 dans le livre du cartographe français Guillaume le Vasseur de Beauplan paru en 1651 : Description d’Ukrainie qui sont plusieurs provinces du royaume de Pologne. Ensuite le voyageur ottoman Evliya Çelebi publie en 1656 cinq tomes de ses voyages où il précise qu'elle a été construite pour se protéger des attaques des Cosaques et des Kalmouks. La forteresse est prise finalement par les Cosaques zaporogues en 1668 et de nouveau en 1737. Elle est prise d'assaut en juin 1771 par les Russes commandés par le général-prince Dolgorouki qui y installent une petite garnison.
Pendant la Guerre de Crimée, la forteresse est modernisée et renforcée de deux bataillons avec dix-sept canons. Elle est inutilisée après 1856.

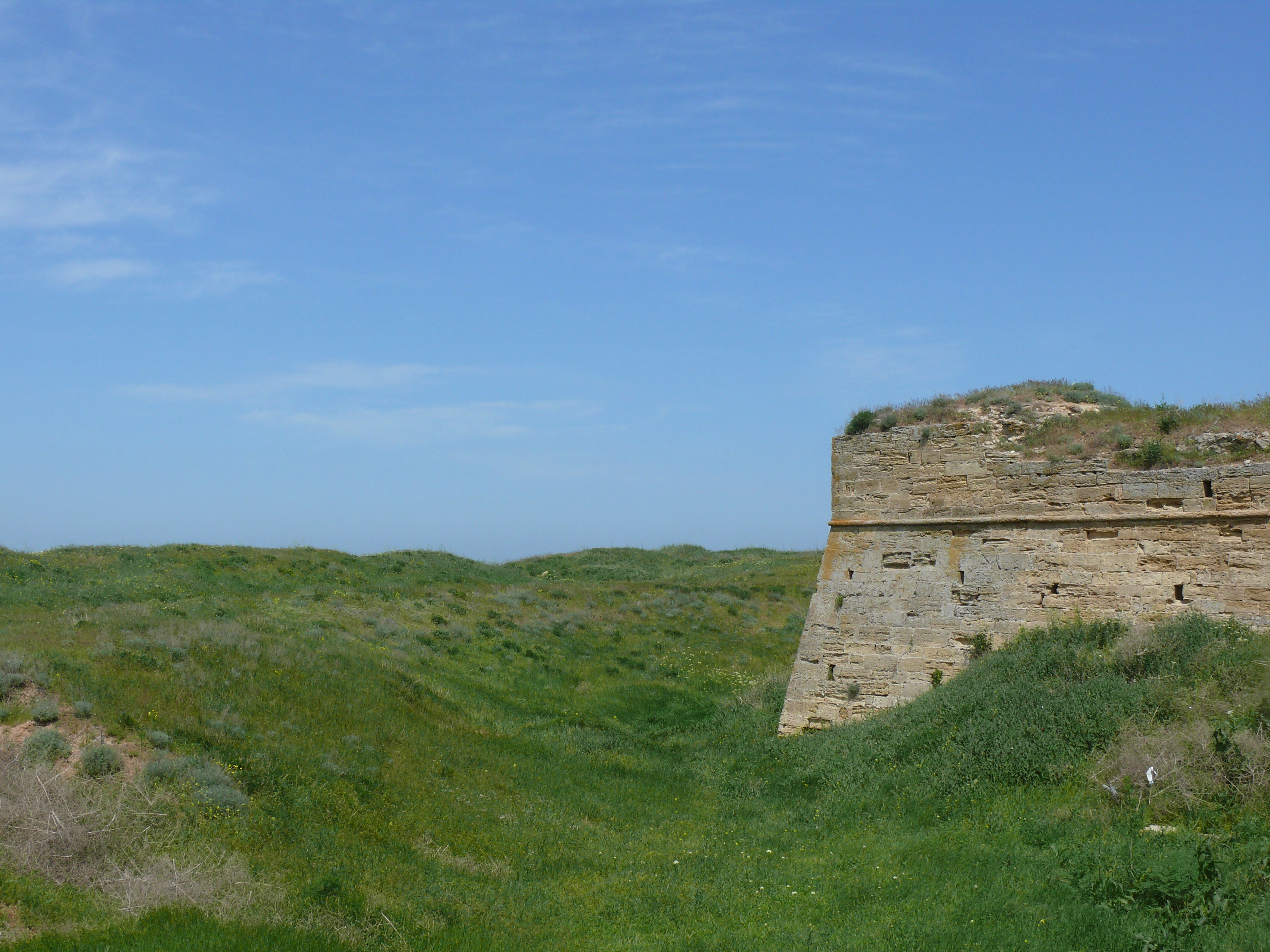
Un bastion de la forteresse.
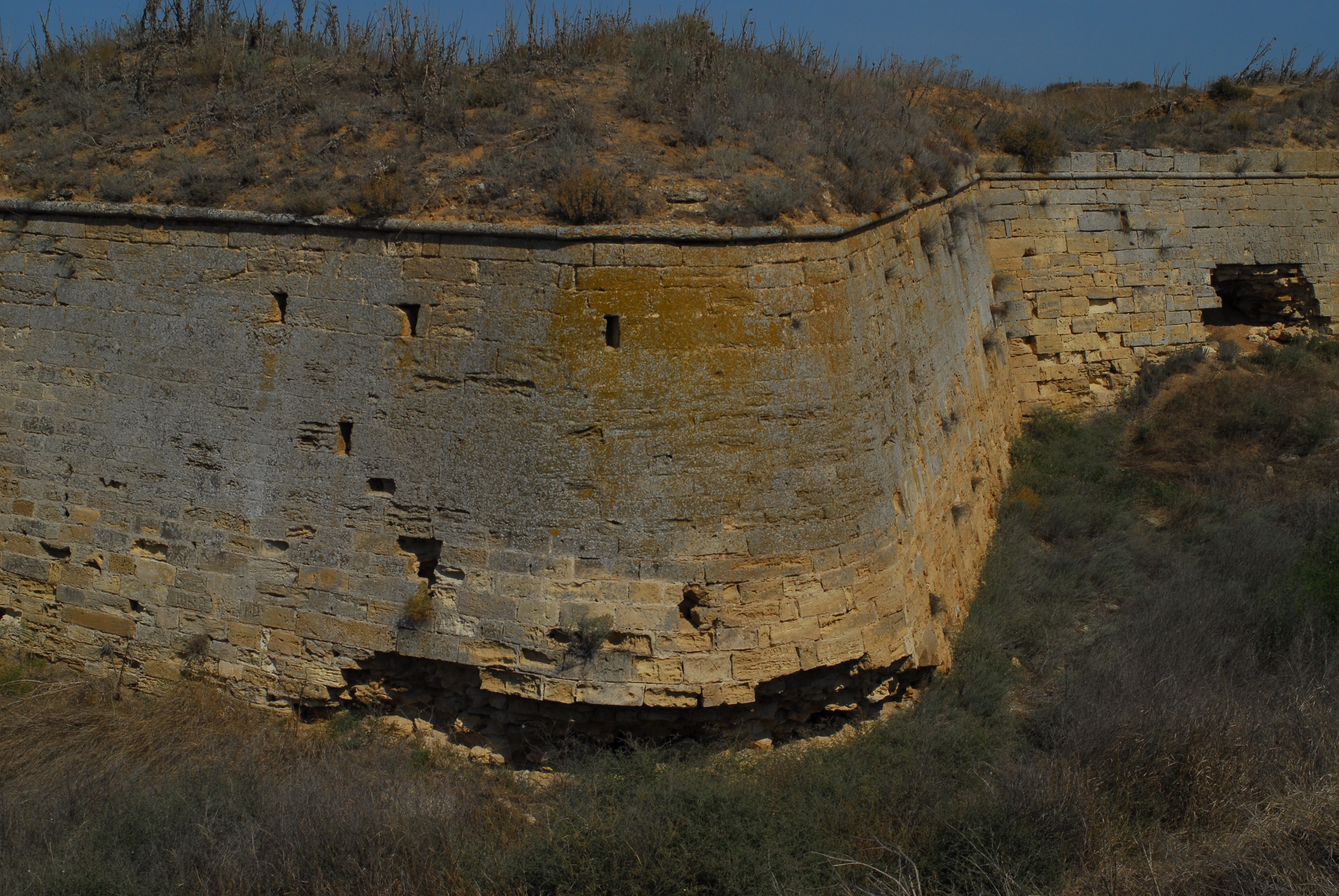
Un bastion du côté de la mer.